# Мюрассон
Мюрассо́н (фр. и окс. Murasson) — коммуна во Франции, находится в регионе Окситания. Департамент — Аверон. Входит в состав кантона Бельмон-сюр-Ранс. Округ коммуны — Мийо.
Код INSEE коммуны — 12163.
Коммуна расположена приблизительно в 570 км к югу от Парижа, в 110 км восточнее Тулузы, в 70 км к югу от Родеза.

## Население
Население коммуны на 2008 год составляло 202 человека.
| 1954 | 1962 | 1968 | 1975 | 1982 | 1990 | 1999 | 2008 |
| ---- | ---- | ---- | ---- | ---- | ---- | ---- | ---- |
| 462  | 424  | 362  | 299  | 266  | 235  | 212  | 202  |

## Экономика
В 2007 году среди 116 человек в трудоспособном возрасте (15—64 лет) 84 были экономически активными, 32 — неактивными (показатель активности — 72,4 %, в 1999 году было 70,0 %). Из 84 активных работали 82 человека (49 мужчин и 33 женщины), безработных было 2 (1 мужчина и 1 женщина). Среди 32 неактивных 8 человек были учениками или студентами, 17 — пенсионерами, 7 были неактивными по другим причинам.

## Фотогалерея

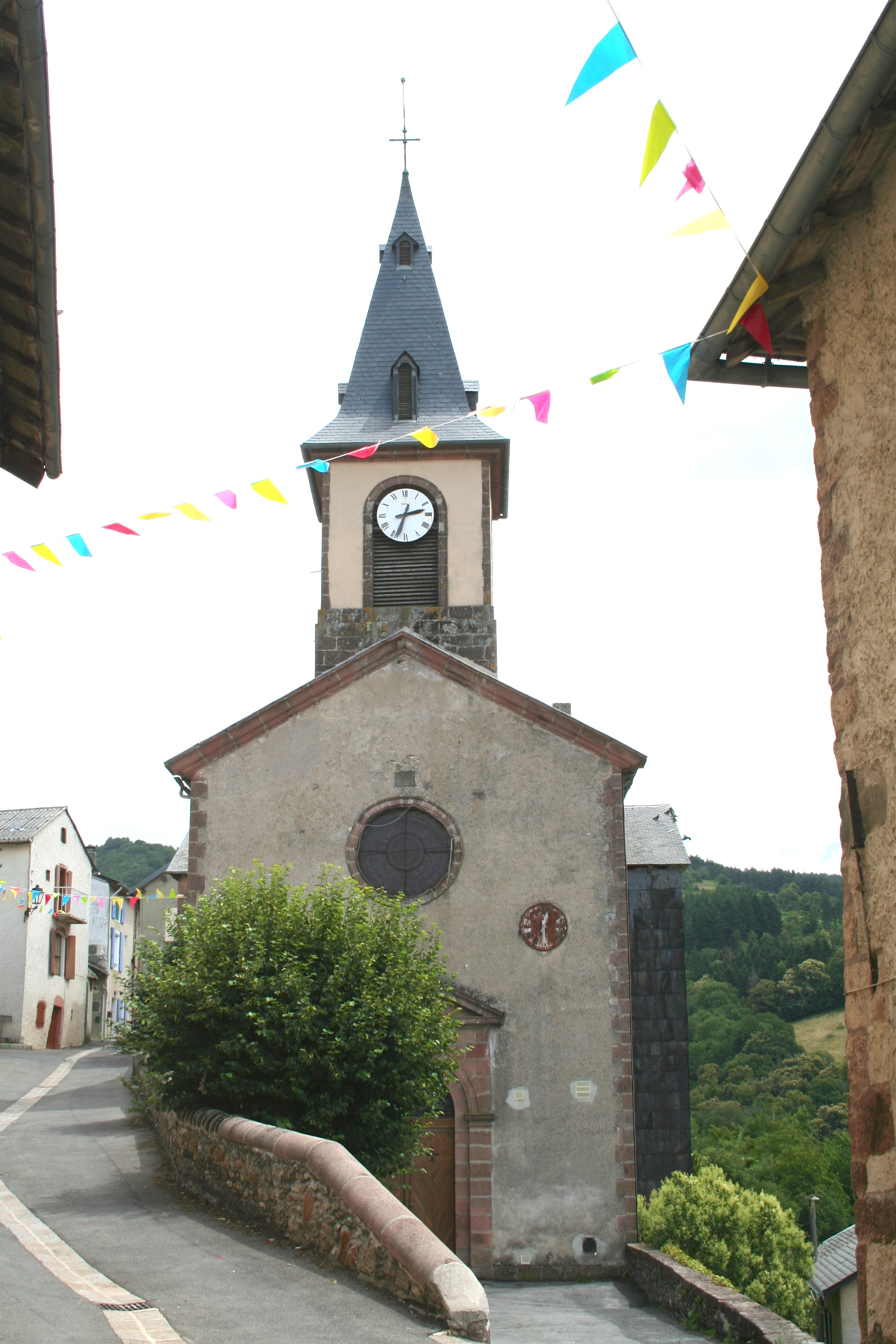
Церковь
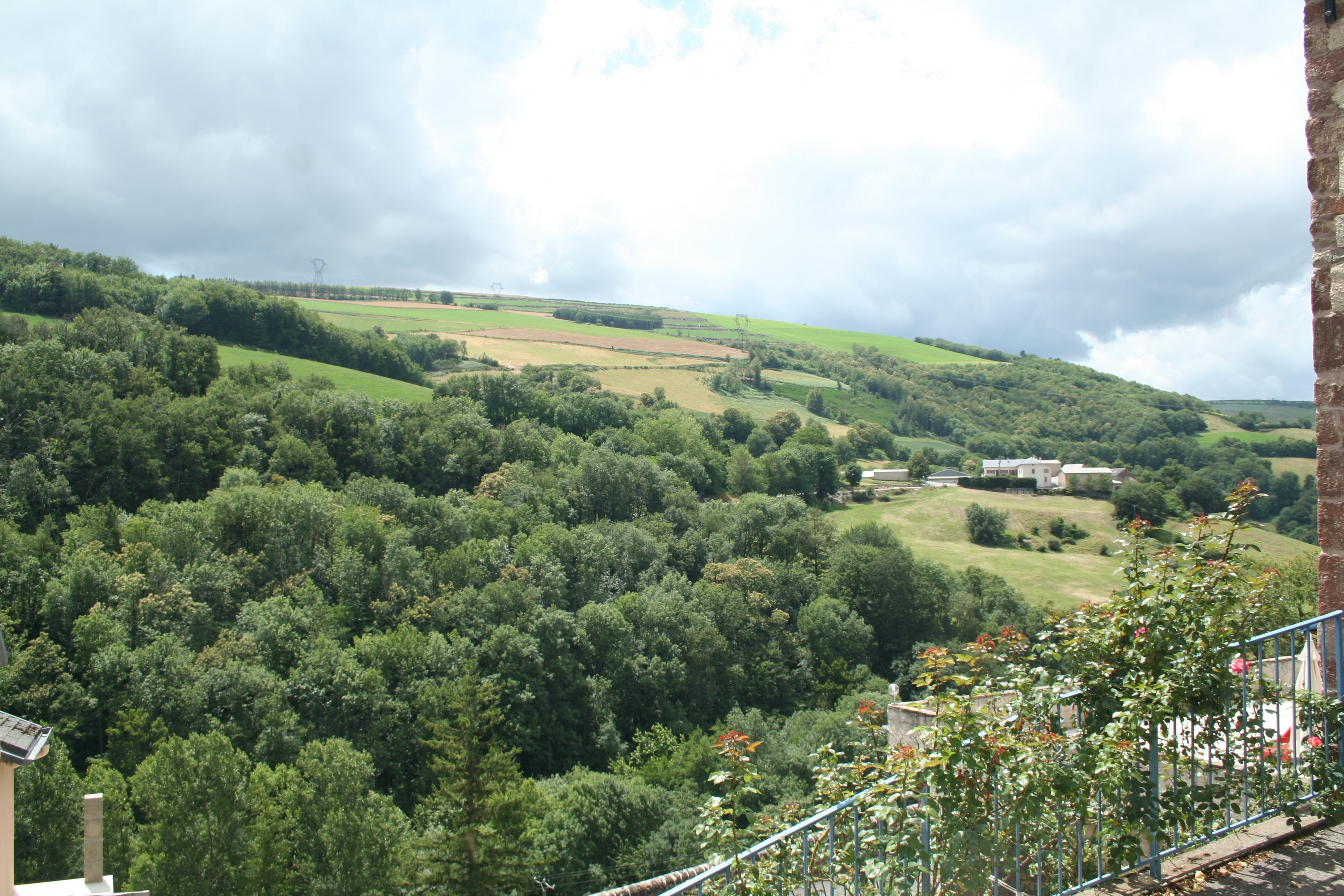
Мюрассон
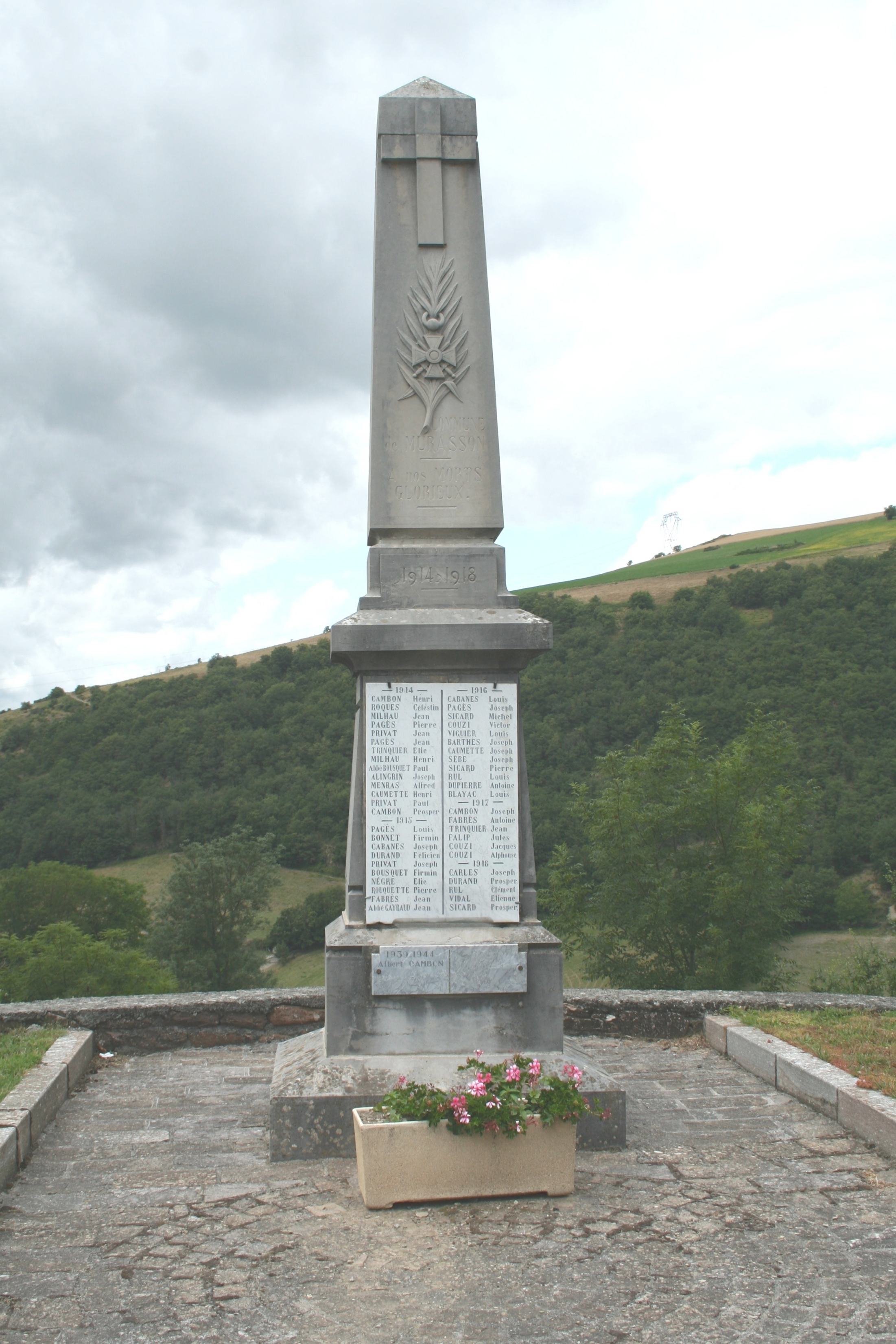
Памятник погибшим в Первой мировой войне